# Hotel Monopol (Breslau)

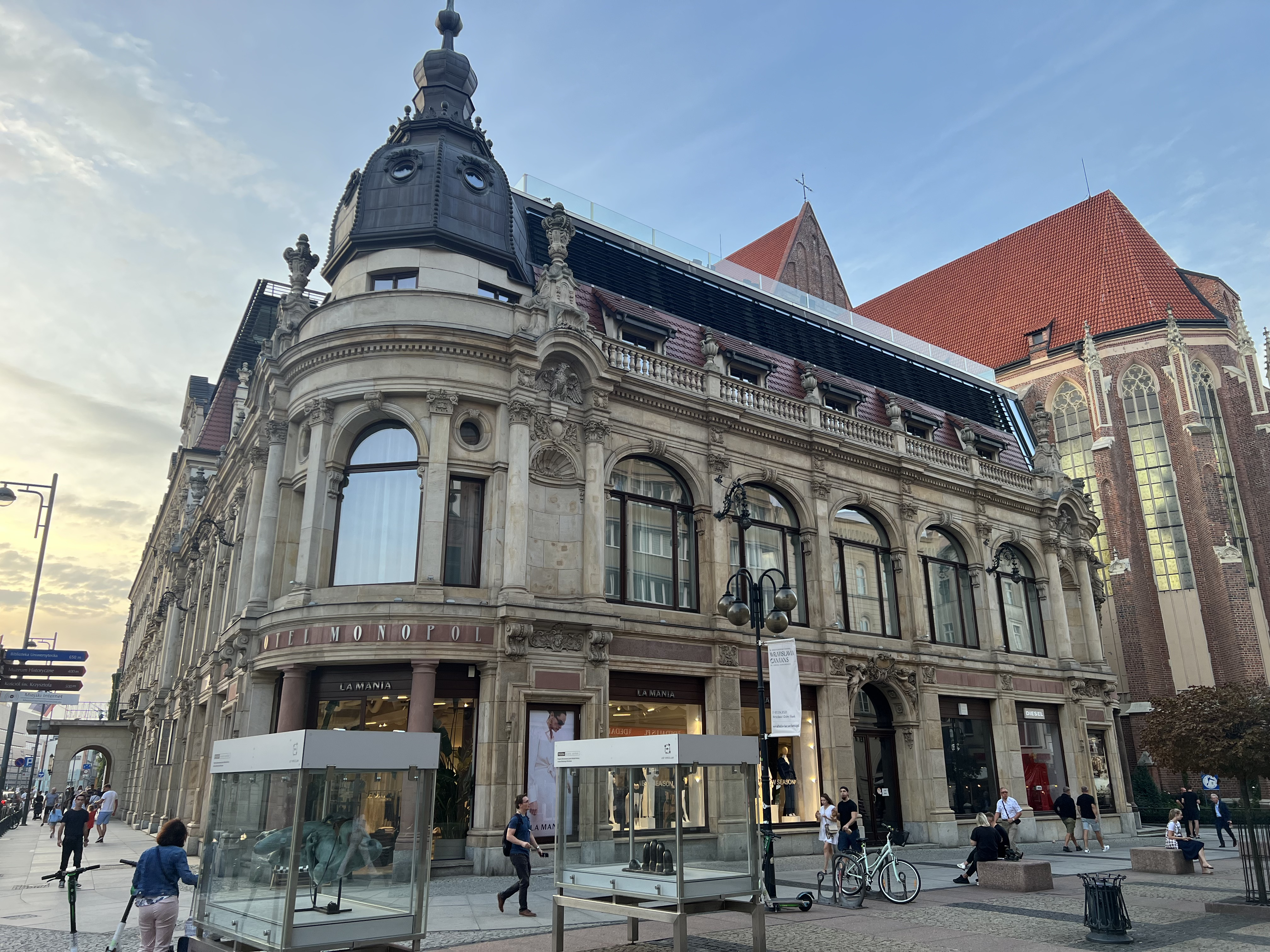
Hotel Monopol Breslau

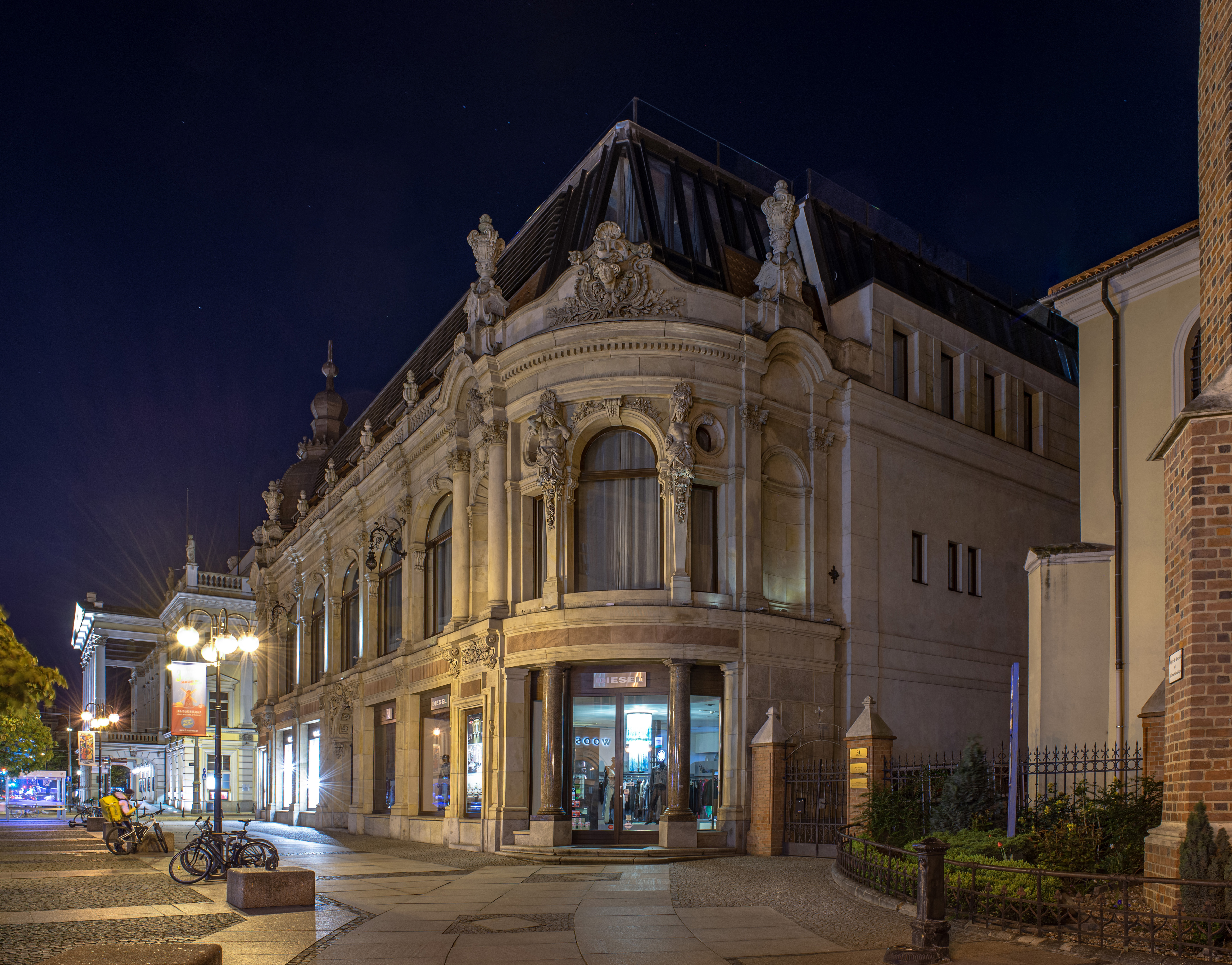
Das Gebäude bei Nacht

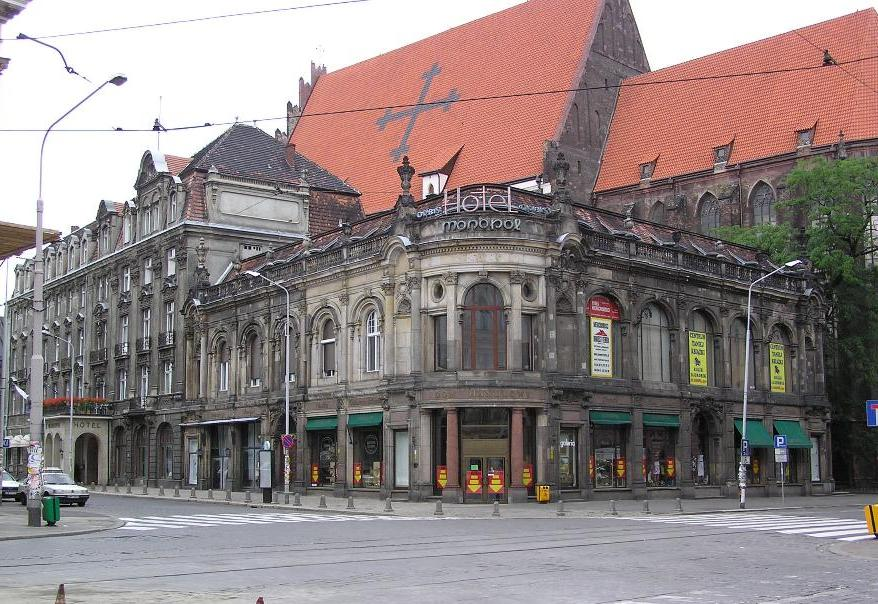
Das Gebäude vor der Sanierung im Jahr 2008

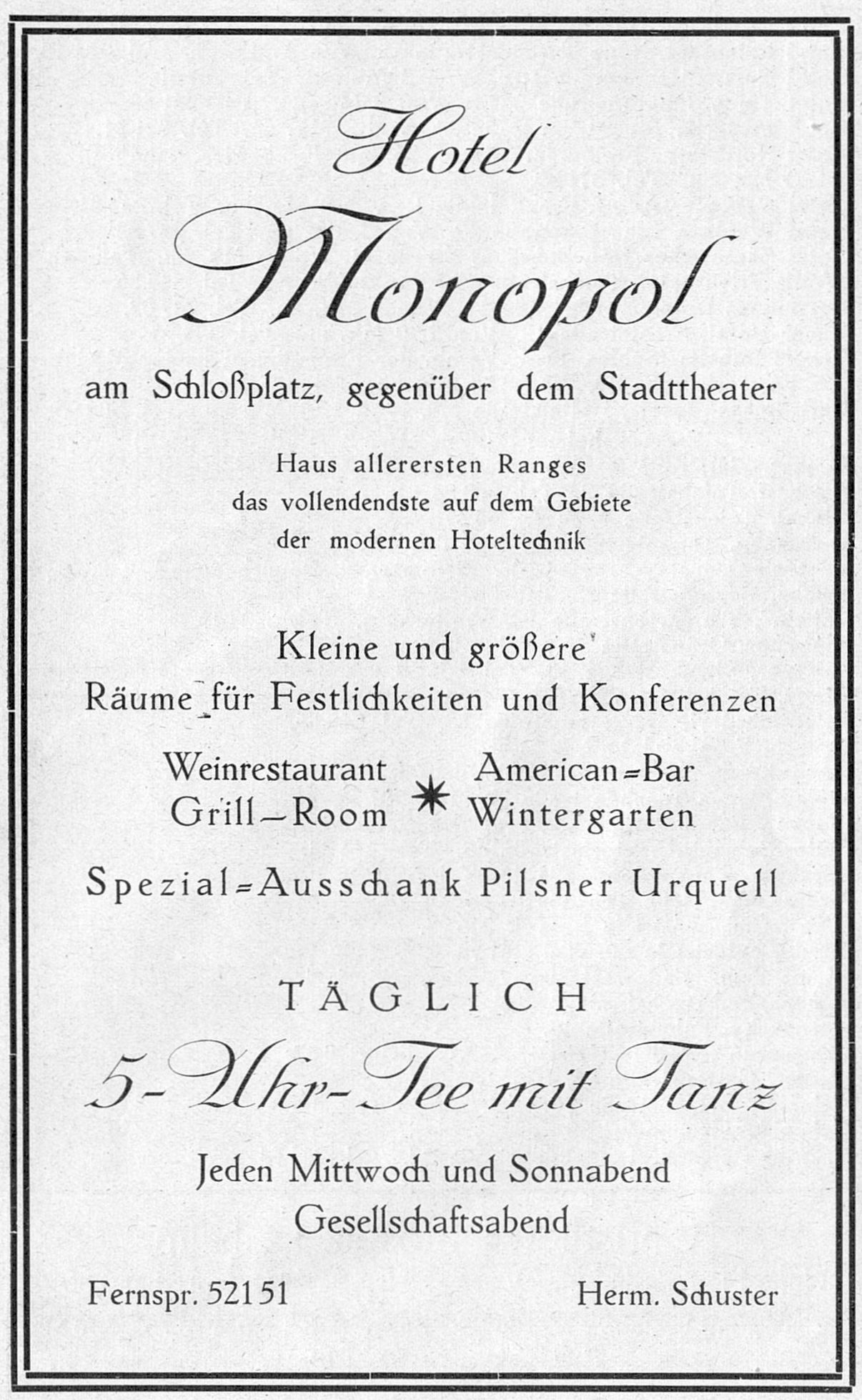
Werbung für das Hotel (1929)

Das Hotel Monopol (früher: Haus Monopol, wird auch „die Perle Niederschlesiens“ genannt) ist ein 5-Sterne-Superior-Hotel in der Breslauer Innenstadt. Es liegt an der Ulica Heleny Modrzejewskiej (ehem. Agnes-Sorma-Straße) Ecke Ulica Świdnicka (ehem. Schweidnitzer Straße), etwa 450 Meter südlich vom Großen Ring entfernt.

## Geschichte
Das Hotel wurde von 1891 bis 1892 im Neobarock-Stil gebaut. Architekt war Karl Grosser. Seit 1984 steht das Gebäude unter Denkmalschutz als geschütztes Denkmal.  Das Gebäude wurde 2008 saniert und ausgebaut.
Das Hotel verfügt über zwei Restaurants. Eines hat sich auf polnische Gerichte spezialisiert, das andere serviert vor allem mediterrane Speisen.

## Bedeutende Hotelgäste
Bekannte Gäste im Hotel und seinem Restaurant waren unter anderem:
- Marlene Dietrich
- Ilja Erenburg
- Carl Hauptmann
- Gerhart Hauptmann
- Irène Joliot-Curie
- Jan Kiepura
- Walter Meckauer
- Pablo Picasso
- Arthur Schnitzler (Ende November, Anfang Dezember 1901)
- Michail Alexandrowitsch Scholochow
- Walter Ulbricht
- Lilian Harvey
- Willy Fritsch
- Renate Müller
- Joachim Ringelnatz